# Arborfield (Saskatchewan)
Pour les articles homonymes, voir Arborfield.
Arborfield est une ville de la Saskatchewan (Canada),,.

## Géographie
Située dans le centre-est de la province et au kilomètre 14 de l'autoroute #23, la ville est à 70 km au nord-est de Melfort, à près de 54 km de Nipawin, 53 km de Tisdale, 266 km de Saskatoon et 196 km de Prince Albert.
La ville fait partie de la municipalité rurale d'Arborfield No. 456.

## Histoire
En 1910, la ville souhaite se nommer Fairfield, mais la requête est rejetée par Postes Canada à Ottawa. La requête étant arrivée la journée du Arbor Day (Journée nationale de l’arbre), l'administration postale propose le nom d'Arbordfield aux résidents qui est finalement accepté. De plus, le nom rappelle également la ville anglaise d'Arborfield (en) où se trouve un musée d'ingénierie.

## Culture et organismes
- Arborfield Elks Lodge #319
- Jordan River Community Club
- Masons
- Arborfield Health Care
- Royal Canadian Legion
- Hall Committee
- Arborfield School Community Council
- Seniors Group